# Bert Wheeler
Bert Wheeler (de son vrai nom Albert Jerome Wheeler) est un acteur américain né le 7 avril 1895 à Paterson (New Jersey) et mort le 18 janvier 1968 à New York. Il était souvent accompagné dans ses films de Robert Woolsey.

## Biographie
Sa mère étant morte à 17 ans, il fut élevé par son père et sa tante. Il débarque à New York pour travailler dans le monde du spectacle.
Son association avec Gus Edwards, vieil habitué des scènes, lui permet de rencontrer sa première femme, Margaret Grae, avec laquelle il va former un duo qui triomphe dans plusieurs vaudevilles. En 1926, le couple se sépare.
L'année suivante, Wheeler signe un contrat avec Florenz Ziegfeld pour le spectacle de ce dernier, Rio Rita. Robert Woolsey est également de la distribution. Les deux hommes vont créer un tandem qui se produit aussi bien sur scène qu'au cinéma durant les années trente, jusqu'à la mort de Woolsey en 1938. Après le décès de ce dernier, Wheeler continue à arpenter les planches, mais se fait plus rare sur les écrans. Il se marie, puis divorce trois fois entre 1926 et 1956.
Ses dernières années furent assombries par des difficultés financières. Il mourut d'emphysème en 1968.

## Filmographie partielle
- 1929 : Rio Rita de Luther Reed
- 1930 : Hook, Line and Sinker de Edward F. Cline
- 1930 : Half Shot at Sunrise de Paul Sloane
- 1930 : Coucous (The Cuckoos) de Paul Sloane
- 1930 : Dixiana de Luther Reed
- 1931 : Cracked Nuts de Edward F. Cline
- 1931 : Peach O Reno de William A. Seiter
- 1932 : Hold 'Em Jail de Norman Taurog
- 1932 : Girl Crazy de William A. Seiter
- 1933 : So This Is Africa de Edward F. Cline
- 1935 : The Nitwits de George Stevens
- 1935 : Les Faiseurs de pluie de Fred Guiol
- 1936 : Silly Billies de Fred Guiol
- 1937 : On Again-Off Again de Edward F. Cline
- 1937 : Vol de zozos (High Flyers) de Edward F. Cline
- 1939 : The Cowboy Quarterback de  Noel M. Smith
- 1941 : Las Vegas Nights de Ralph Murphy